# Tartas
Tartas (prononcé [taʁtas] ; Tartàs, en occitan) est une commune française située dans le département des Landes en région Nouvelle-Aquitaine.

## Géographie

### Localisation
Tartas se trouve aux frontières de la  Grande-Lande et de la Chalosse, deux paysages très contrastés. La Midouze, affluent de l'Adour constitue une sorte de barrière naturelle entre ces deux paysages : des forêts de pin d'un côté, des paysages vallonnés de l'autre. Au nord, la Grande-Lande se dessine très vite tandis que le sud et l'est conduisent très vite aux coteaux chalossais. Tartas étant divisé en deux cantons (séparés par la Midouze), elle s'inscrit dans le cadre d'une entité géographique discutable : la vallée de l'Adour. On peut appréhender Tartas  comme une ville de vallée, construite en fonction du relief local de la vallée : l'abrupt de la ville haute correspond aux anciens lieux de pouvoir (il ne reste aujourd'hui que l'église) et la ville basse, plus large de berges, au pôle commercial.

### Communes limitrophes
Les communes limitrophes sont  Audon, Bégaar, Carcarès-Sainte-Croix, Carcen-Ponson, Gouts, Meilhan et Souprosse.
| Carcen-Ponson | Carcarès-Sainte-Croix | Meilhan   |
| Bégaar        | Tartas                | Souprosse |
| Audon         | Gouts                 |           |

### Hydrographie
Le ruisseau du Gaillou, affluent droit de l'Adour, traverse les terres de la commune, tout comme le Retjons, affluent droit de la Midouze dans le bassin versant de l'Adour.

### Climat
Pour des articles plus généraux, voir Climat de la Nouvelle-Aquitaine et Climat des Landes.
Historiquement, la commune est exposée à un climat océanique aquitain.
En 2020, Météo-France publie une typologie des climats de la France métropolitaine dans laquelle la commune est exposée à un climat océanique et est dans la région climatique  Aquitaine, Gascogne, caractérisée par une pluviométrie abondante au printemps, modérée en automne, un faible ensoleillement au printemps, un été chaud (19,5 °C), des vents faibles, des brouillards fréquents en automne et en hiver et des orages fréquents en été (15 à 20 jours).
Pour la période 1971-2000, la température annuelle moyenne est de 13,3 °C, avec une amplitude thermique annuelle de 14,7 °C. Le cumul annuel moyen de précipitations est de 1 121 mm, avec 12,6 jours de précipitations en janvier et 7,5 jours en juillet. Pour la période 1991-2020, la température moyenne annuelle observée sur la station météorologique la plus proche, située sur la commune de Bégaar à 3 km à vol d'oiseau, est de 13,8 °C et le cumul annuel moyen de précipitations est de 1 114,1 mm,. Pour l'avenir, les paramètres climatiques de la commune estimés pour 2050 selon différents scénarios d’émission de gaz à effet de serre sont consultables sur un site dédié publié par Météo-France en novembre 2022.

## Urbanisme

### Typologie
Au 1er janvier 2024, Tartas est catégorisée bourg rural, selon la nouvelle grille communale de densité à sept niveaux définie par l'Insee en 2022.
Elle appartient à l'unité urbaine de Tartas, une unité urbaine monocommunale constituant une ville isolée,. Par ailleurs la commune fait partie de l'aire d'attraction de Tartas, dont elle est la commune-centre,. Cette aire, qui regroupe 3 communes, est catégorisée dans les aires de moins de 50 000 habitants,.

### Occupation des sols

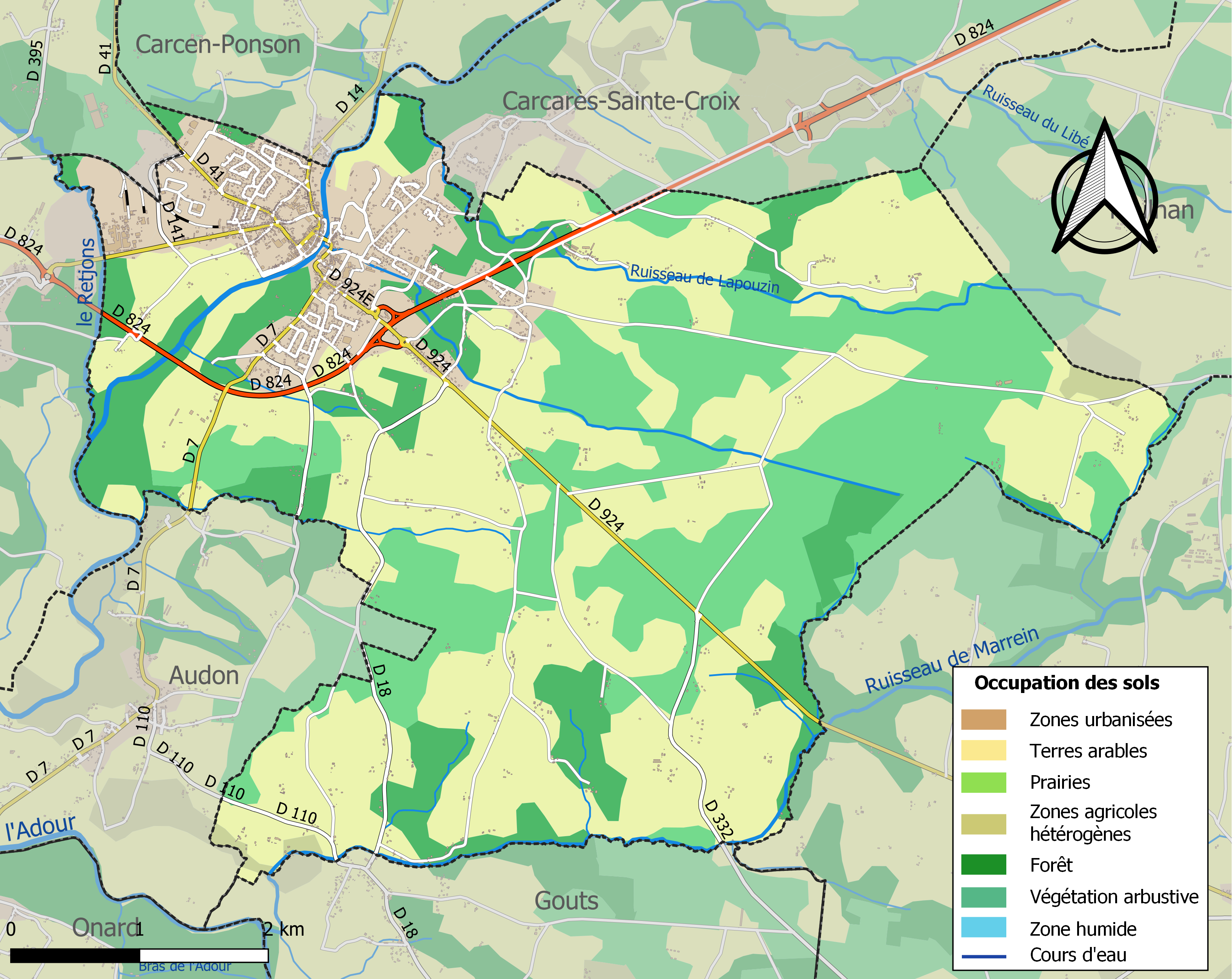
Carte des infrastructures et de l'occupation des sols de la commune en 2018 (CLC).

L'occupation des sols de la commune, telle qu'elle ressort de la base de données européenne d’occupation biophysique des sols Corine Land Cover (CLC), est marquée par l'importance des territoires agricoles (48,1 % en 2018), en augmentation par rapport à 1990 (46,8 %). La répartition détaillée en 2018 est la suivante : terres arables (47,4 %), milieux à végétation arbustive et/ou herbacée (26,5 %), forêts (14,2 %), zones urbanisées (10 %), zones industrielles ou commerciales et réseaux de communication (1,3 %), zones agricoles hétérogènes (0,6 %). L'évolution de l’occupation des sols de la commune et de ses infrastructures peut être observée sur les différentes représentations cartographiques du territoire : la carte de Cassini (XVIIIe siècle), la carte d'état-major (1820-1866) et les cartes ou photos aériennes de l'IGN pour la période actuelle (1950 à aujourd'hui).

### Risques majeurs
Le territoire de la commune de Tartas est vulnérable à différents aléas naturels : météorologiques (tempête, orage, neige, grand froid, canicule ou sécheresse), inondations, feux de forêts, mouvements de terrains et séisme (sismicité faible). Il est également exposé à deux risques technologiques, le transport de matières dangereuses et  le risque industriel. Un site publié par le BRGM permet d'évaluer simplement et rapidement les risques d'un bien localisé soit par son adresse soit par le numéro de sa parcelle.

#### Risques naturels
Certaines parties du territoire communal sont susceptibles d’être affectées par le risque d’inondation par débordement de cours d'eau, notamment le ruisseau de Marrein, la Midouze et le Retjons. La commune a été reconnue en état de catastrophe naturelle au titre des dommages causés par les inondations et coulées de boue survenues en 1991, 1998, 1999, 2009, 2014 et 2020 et au titre des inondations par remontée de nappe en 2014,.
Tartas est exposée au risque de feu de forêt. Depuis le 20 avril 2016, les départements de la Gironde, des Landes et de Lot-et-Garonne disposent d’un règlement interdépartemental de protection de la forêt contre les incendies. Ce règlement vise à mieux prévenir les incendies de forêt, à faciliter les interventions des services et à limiter les conséquences, que ce soit par le débroussaillement, la limitation de l’apport du feu ou la réglementation des activités en forêt. Il définit en particulier cinq niveaux de vigilance croissants auxquels sont associés différentes mesures,.
Les mouvements de terrains susceptibles de se produire sur la commune sont des tassements différentiels.

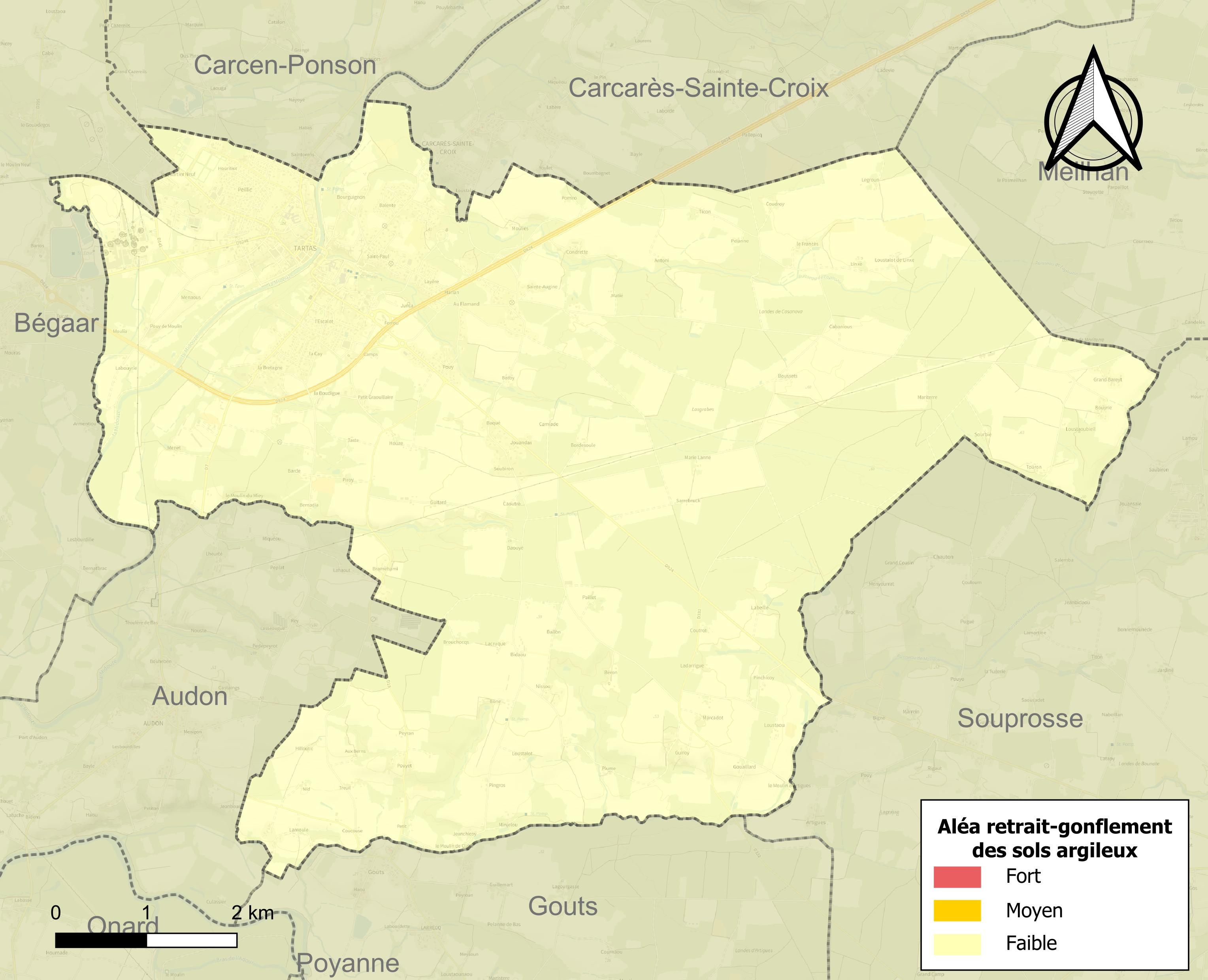
Carte des zones d'aléa retrait-gonflement des sols argileux de Tartas.

Le retrait-gonflement des sols argileux est susceptible d'engendrer des dommages importants aux bâtiments en cas d’alternance de périodes de sécheresse et de pluie. Aucune partie du territoire de la commune n'est en aléa moyen ou fort (19,2 % au niveau départemental et 48,5 % au niveau national). Sur les 1 428 bâtiments dénombrés sur la commune en 2019, aucun n'est en aléa moyen ou fort, à comparer aux 17 % au niveau départemental et 54 % au niveau national. Une cartographie de l'exposition du territoire national au retrait gonflement des sols argileux est disponible sur le site du BRGM,.
Concernant les mouvements de terrains, la commune a été reconnue en état de catastrophe naturelle au titre des dommages causés par des mouvements de terrain en 1999.

#### Risques technologiques
La commune est exposée au risque industriel du fait de la présence sur son territoire d'une entreprise soumise à la directive européenne SEVESO.
Le risque de transport de matières dangereuses sur la commune est lié à sa traversée par une ou des infrastructures routières ou ferroviaires importantes ou la présence d'une canalisation de transport d'hydrocarbures. Un accident se produisant sur de telles infrastructures est susceptible d’avoir des effets graves sur les biens, les personnes ou l'environnement, selon la nature du matériau transporté. Des dispositions d’urbanisme peuvent être préconisées en conséquence.

## Histoire

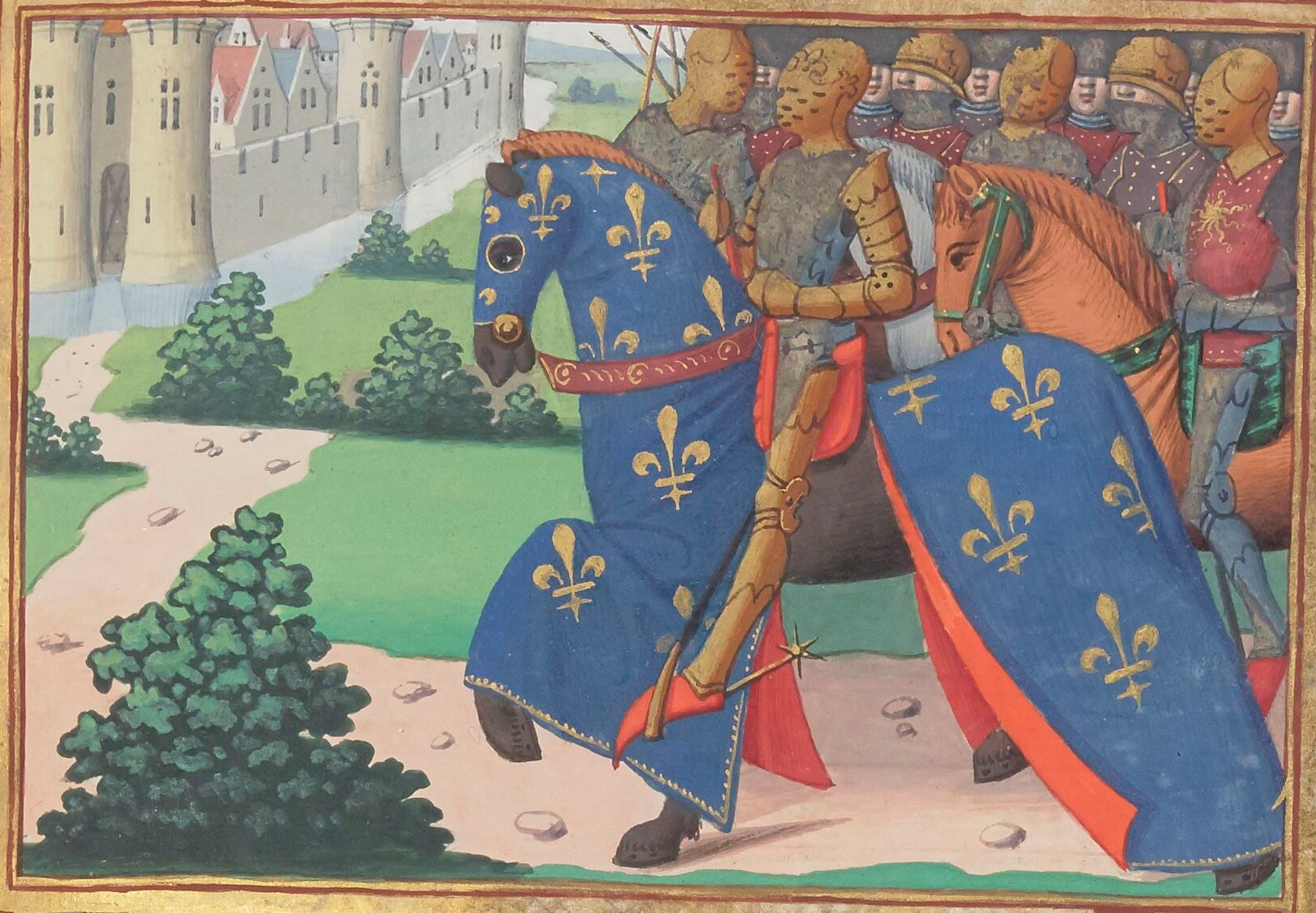
Le siège de Tartas. Miniature issue du manuscrit de Martial d'Auvergne, Les Vigiles de Charles VII, vers 1484, BNF.

À partir de la fin du Xe siècle, la ville est administrée par les vicomtes de Tartas qui se succèdent jusqu'au début du XIVe siècle.
Tartas passe à la Maison d'Albret à la mort sans enfant légitime du vicomte Arnaud Raimond, en 1312. Ce dernier est alors marié à Mathe d'Albret et le père de celle-ci, Amanieu VII d'Albret, prend possession de la vicomté de Tartas. Or, même s'il descend effectivement des vicomtes de Tartas par sa grand-mère Assaride de Tartas, Amanieu VII d'Albret n'est pas le plus proche parent du défunt vicomte, cette place dans le réseau familial étant occupée par Yolande del Soler, femme de Raimond de Fronsac.
Cette mainmise d'Amanieu VII d'Albret sur la vicomté de Tartas s'explique plutôt par le mariage de sa fille Mathe avec le dernier vicomte. En effet, au cas où il mourrait le premier, ce qui advient, Arnaud Raimond de Tartas a prévu un douaire pour sa femme, assigné sur la vicomté de Tartas et le château de Clermont. Ainsi, le père, en prenant possession de ces terres, garantit les revenus de sa fille. De plus, Amanieu VII d'Albret a déjà acheté un certain nombre de terres au vicomte de Tartas avant la mort de celui-ci. Pour obtenir l'accord de l'héritière légitime de la vicomté de Tartas, Yolande del Soler, Amanieu VII conclut un mariage entre le fils de cette dernière, Raimond de Fronsac, et une des sœurs de Mathe, Assaride d'Albret.
Le siège et la prise de Tartas ont lieu en 1338. On les doit au comte de Foix sous la bannière de Philippe VI de France. Le Voyage de Tartas en juin 1442 est une expédition menée par Charles VII de France accompagné du dauphin pour délivrer la ville assiégée par les Anglais. Charles II d'Albret qui défendait cette place avait conclu avec les Anglais de la leur céder si le secours de Charles VII n'était pas arrivé le 24 juin 1442. Le roi arriva à temps et l'expédition fut une réussite (ce fut une démonstration de force à laquelle participèrent de nombreux princes du royaume de France).
Du 27 au 31 janvier 1502, Philippe Ier de Castille-Habsbourg (dit Philippe le Beau) et sa femme Jeanne Ire de Castille (dite Jeanne la Folle), qui voyagent de Bruxelles à Tolède, séjournent à Tartas, bloqués par la crue de la Midouze.
Lors de son "Tour de France royal" (1564-1566) Charles IX passe dans les Landes en 1565 et s'arrête à Tartas pendant près d'une semaine. Le but de son tour de France royal était de se faire connaître et même gagner la reconnaissance de ses sujets. Il admire Tartas et contemple les murailles de cette dernière qui ont permis en 1442 au roi Charles VII d'arriver à temps.
Elle fut chef-lieu de district de 1790 à 1795.

### Héraldique
| Blason | Blasonnement : Écartelé : au premier et au quatrième de sable fretté d'or, au deuxième d'azur à la fleur de lys d'or, au troisième d'azur à une demi-fleur de lys d'or |

## Politique et administration

### Liste des maires
| Période                                  | Période  | Identité                | Étiquette    | Qualité                                                                                            |
| ---------------------------------------- | -------- | ----------------------- | ------------ | -------------------------------------------------------------------------------------------------- |
| mars 1945                                | 1977     | Gérard Minvielle        | SFIO puis PS | Inspecteur des contributions Sénateur (1959-1983)                                                  |
| mars 1977                                | 2008     | Marcel Estivals         | PS           | Ancien médecin Conseiller général du canton de Tartas-Est (1979-1985)                              |
| mars 2008                                | En cours | Jean-François Broquères | PS puis LREM | Attaché parlementaire de Jean-Louis Carrère Conseiller général du canton de Tartas-Est (2011-2015) |
| Les données manquantes sont à compléter. |          |                         |              | |

### Politique environnementale
Dans son palmarès 2024, le Conseil national de villes et villages fleuris de France a attribué deux fleurs à la commune.

## Population et société

### Démographie
| 1793  | 1800  | 1806  | 1821  | 1831  | 1836  | 1841  | 1846  | 1851  |
| ----- | ----- | ----- | ----- | ----- | ----- | ----- | ----- | ----- |
| 2 477 | 3 312 | 2 271 | 2 648 | 2 562 | 2 785 | 2 759 | 3 039 | 3 023 |

| 1856  | 1861  | 1866  | 1872  | 1876  | 1881  | 1886  | 1891  | 1896  |
| ----- | ----- | ----- | ----- | ----- | ----- | ----- | ----- | ----- |
| 3 057 | 3 084 | 3 144 | 2 991 | 2 955 | 3 028 | 3 182 | 3 086 | 3 002 |

| 1901  | 1906  | 1911  | 1921  | 1926  | 1931  | 1936  | 1946  | 1954  |
| ----- | ----- | ----- | ----- | ----- | ----- | ----- | ----- | ----- |
| 3 039 | 3 095 | 3 053 | 2 805 | 2 641 | 2 625 | 2 715 | 2 635 | 2 825 |

| 1962  | 1968  | 1975  | 1982  | 1990  | 1999  | 2005  | 2006  | 2010  |
| ----- | ----- | ----- | ----- | ----- | ----- | ----- | ----- | ----- |
| 2 950 | 2 952 | 3 078 | 2 958 | 2 769 | 2 844 | 2 858 | 2 869 | 3 088 |

| 2015  | 2020  | 2022  | - | - | - | - | - | - |
| ----- | ----- | ----- | - | - | - | - | - | - |
| 3 236 | 3 209 | 3 174 | - | - | - | - | - | - |

Après une croissance forte après la guerre de 1939-1945 et malgré une attache industrielle assez forte avec la papeterie et les entreprises sous-traitantes, Tartas perd sa place de ville moyenne dans les Landes pour devenir une commune rurale. Ce n'est que récemment que le solde démographique est redevenu positif, grâce à une politique de complémentarité avec les communes urbaines de Dax et Mont-de-Marsan. L'habitat individuel se développe par la mise en vente de lots dans des lotissements équipés. L'habitat social suit, peut-être dans le but de rajeunir une population vieillissante. Avec plus de 35 % d'habitants âgés de plus de 60 ans et un très faible solde migratoire, le risque est trop grand de voir Tartas devenir une « ville de vieux ».

### Enseignement
Les élèves de Tartas commencent leur scolarité à l'école maternelle, puis primaire de la commune, rue Jules-Ferry, qui compte 127 écoliers. Ils poursuivent ensuite leur vie scolaire dans l'un des deux collèges de la ville, l'un public, collège Jean-Rostand, l'autre privé, collège Saint-Joseph.

### Manifestations et festivités
Depuis l'été 2017, la municipalité a décidé d'accentuer sa politique culturelle. En effet, des animations estivales ont été mises en place nommées les " Jeudis d'été ". Ce rassemblement a pour but de faire venir divers artistes sur les allées marines ; de plus l'objectif est double, il consiste à promouvoir des artistes (différents styles de musiques sont représentés allant du rock à la pop) et à créer des animations l'été dans la commune. Ces " Jeudis d'été " représentent une forte attractivité puisque de nombreux Tarusates s'y rendent.

## Culture locale et patrimoine

### Lieux et monuments
- Église Saint-Jacques de Tartas.
- Maison de Jeanne d'Albret.
- Les carrières d'Odon, où a été découvert Prohalicore dubaleni.

Tartas est divisée en une ville haute sur la rive gauche et une ville basse sur l'autre rive de la Midouze. La ville haute fut jadis le siège du château, des administrations et de l'église, la ville basse étant plutôt dévolue au commerce. Ancienne sénéchaussée importante, il ne reste que des bribes d'un passé faste : les restes du fort, une très ancienne rue ville haute, quelques maisons rive gauche. Les berges de la Midouze ont été récemment nettoyées et donnent à voir les paysages agricoles et naturels des Pays de l'Adour. Aujourd'hui, la mairie est à la ville basse, tous les monuments religieux ont disparu de la ville basse et ne subsiste qu'une église dominant la ville (église Saint-Jacques) et l'ancien couvent des Ursulines (occupé au préalable par les Clarisses) qui abrite actuellement le groupe scolaire Saint-Joseph (des classes maternelles jusqu'à la fin du collège).
Présence d'un ancien cloître, de vieux bâtiments divisés en cellules, remparts et fortifications, petit clocher, ancienne chapelle. Le Foyer des Œuvres chrétiennes est actuellement propriétaire de cet imposant édifice. L'usine de pâte fluff, anciennement appelée la papète ou la Calaisienne est incontournable. Elle est le centre de l'activité économique et surtout a permis une création de richesse importante au moment de son implantation permettant la création de nombreux quartiers grâce aux épargnes d'ouvriers de la papeterie. On dit pouvoir prévoir la météo en fonction de la direction de la fumée de sa cheminée. Il est possible de visiter ce trésor industriel mâtiné de bon sens paysan et de savoir-faire technique.

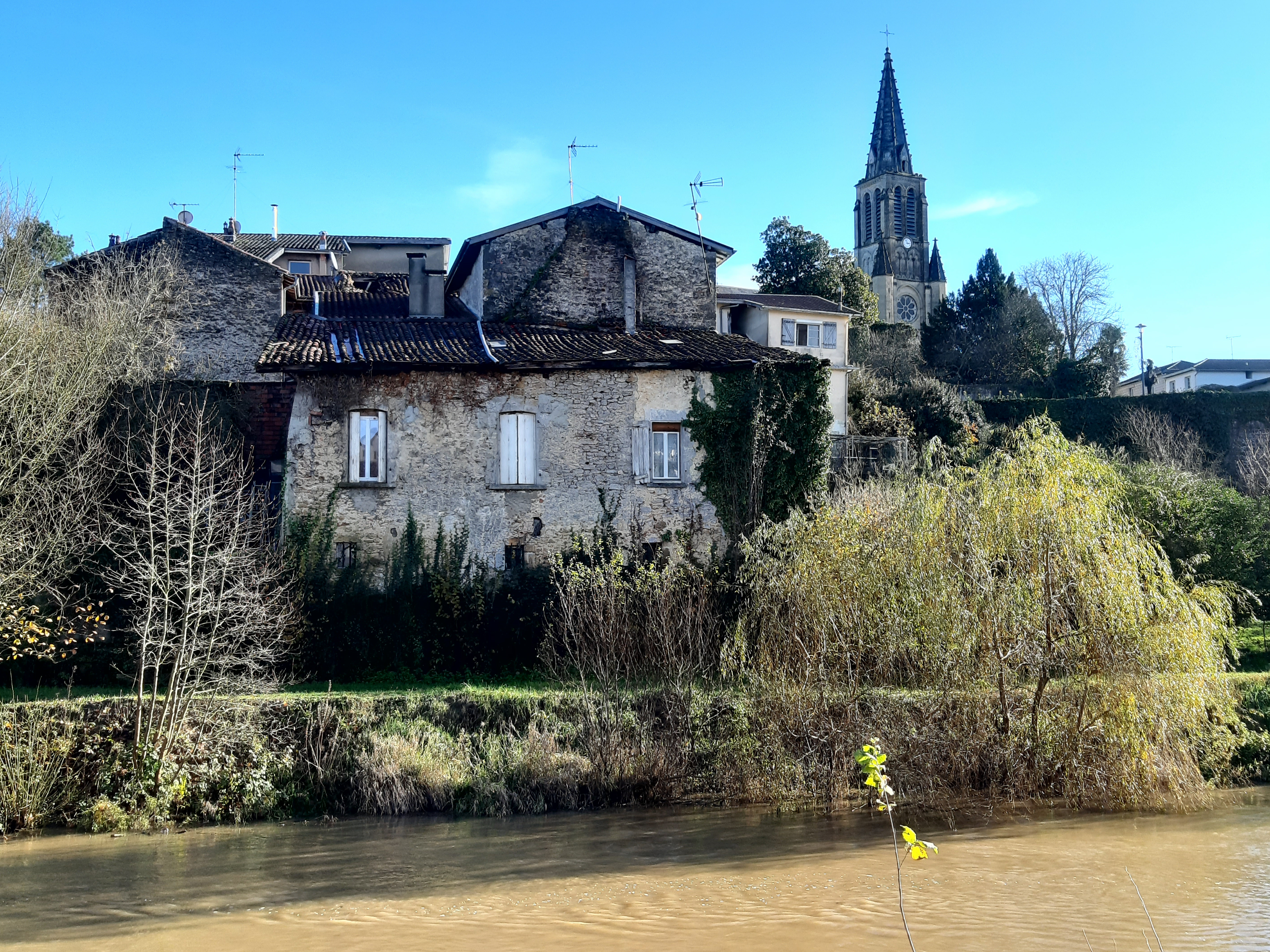
Eglise Saint-Jacques de Tartas et berges de la Midouze
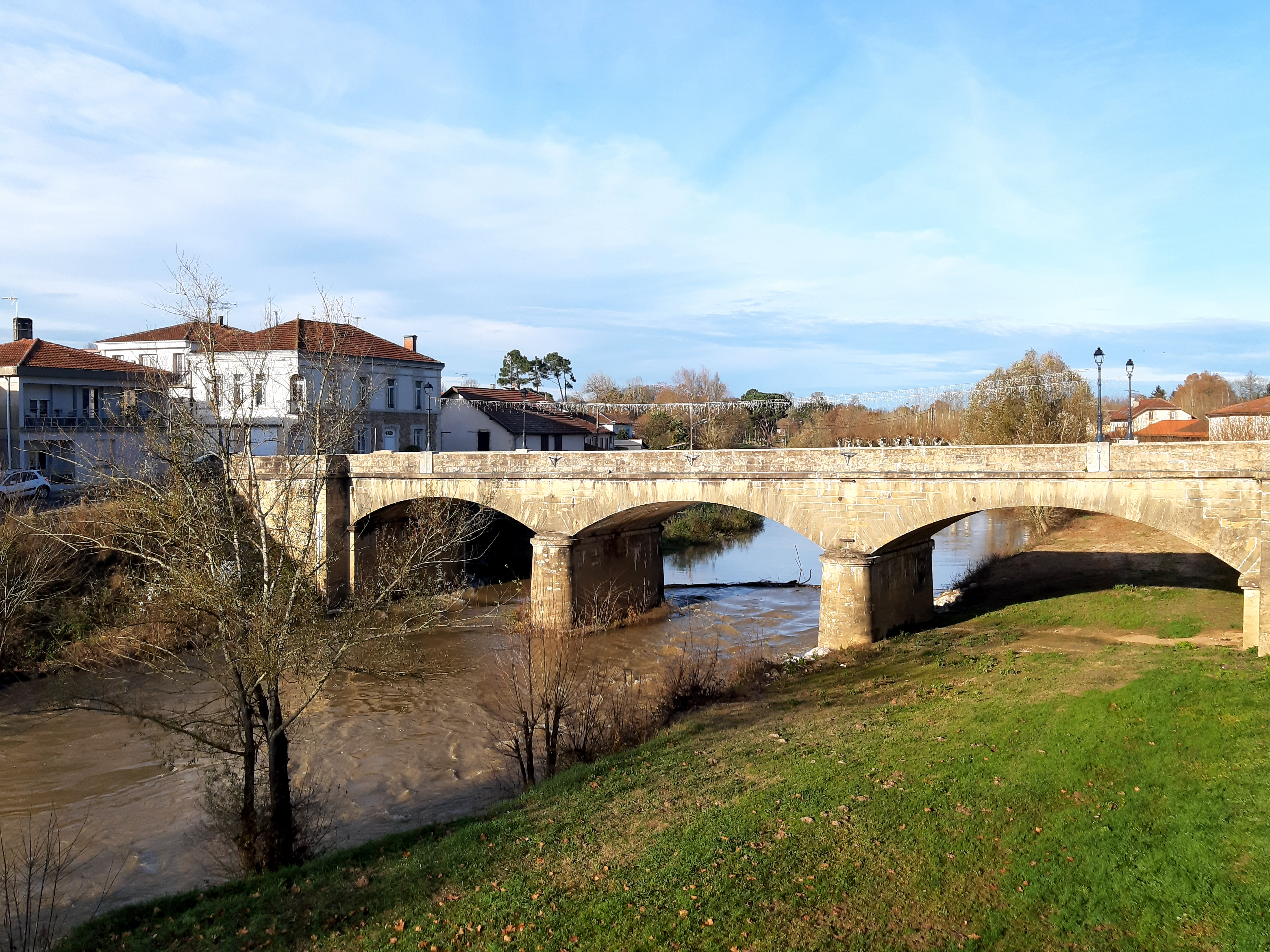
Pont des jumeaux Navarre (Pierre Navarre et Jean Navarre) sur la Midouze, reliant ville haute et ville basse
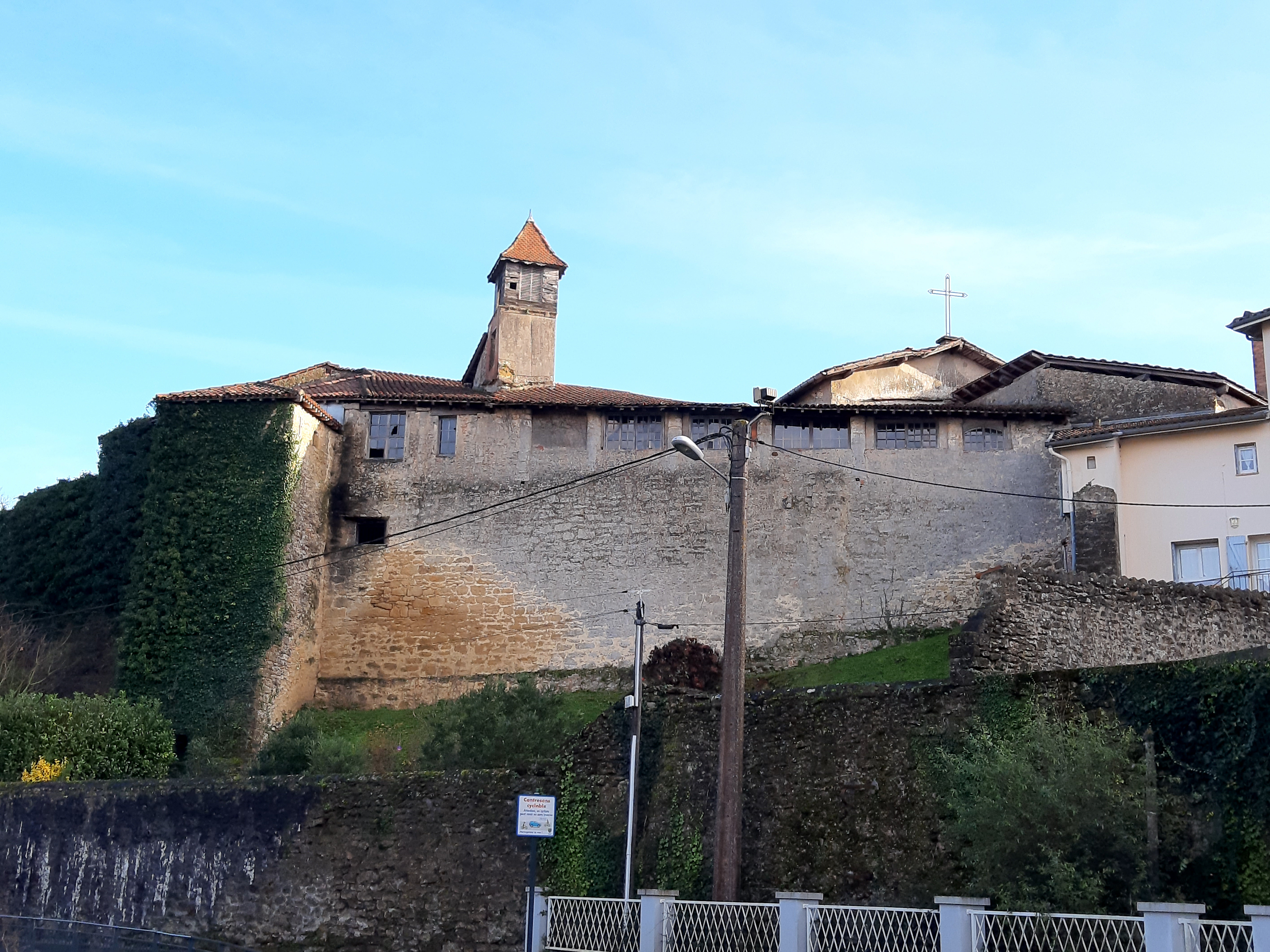
Ancien couvent des Ursulines
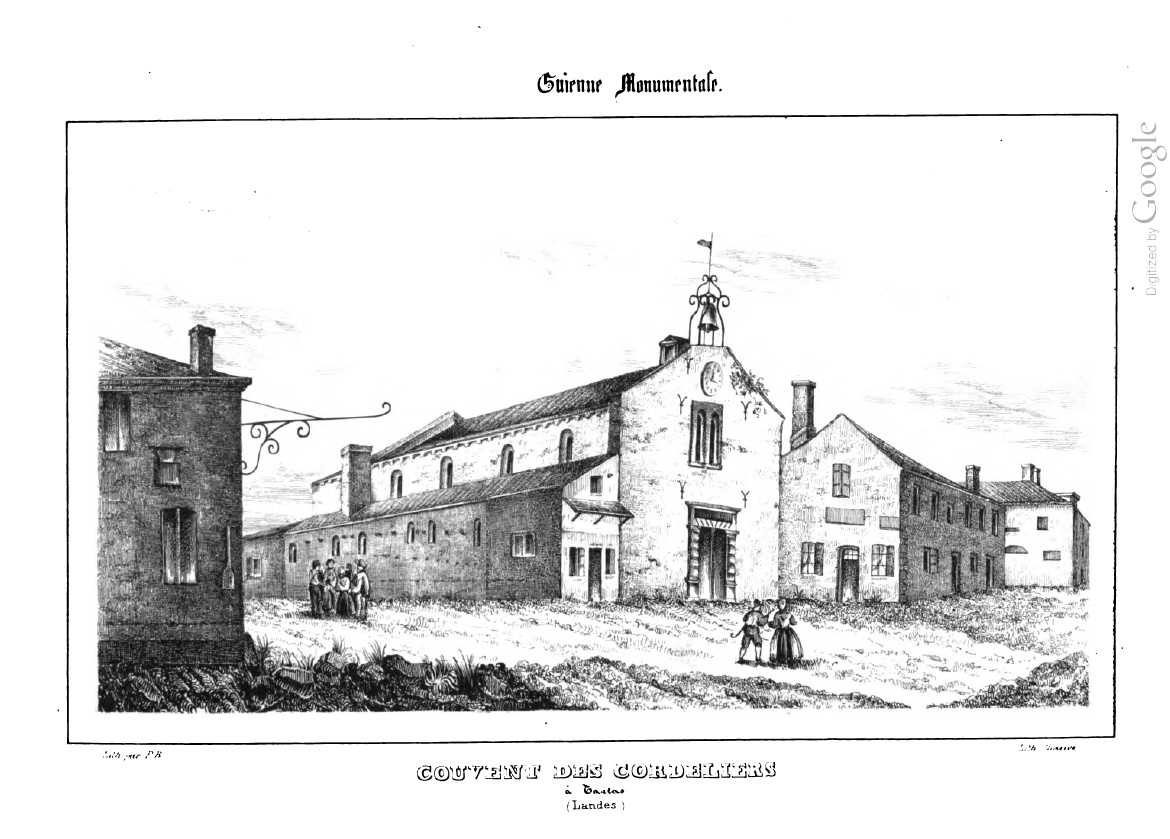
Le couvent des Cordeliers en 1842
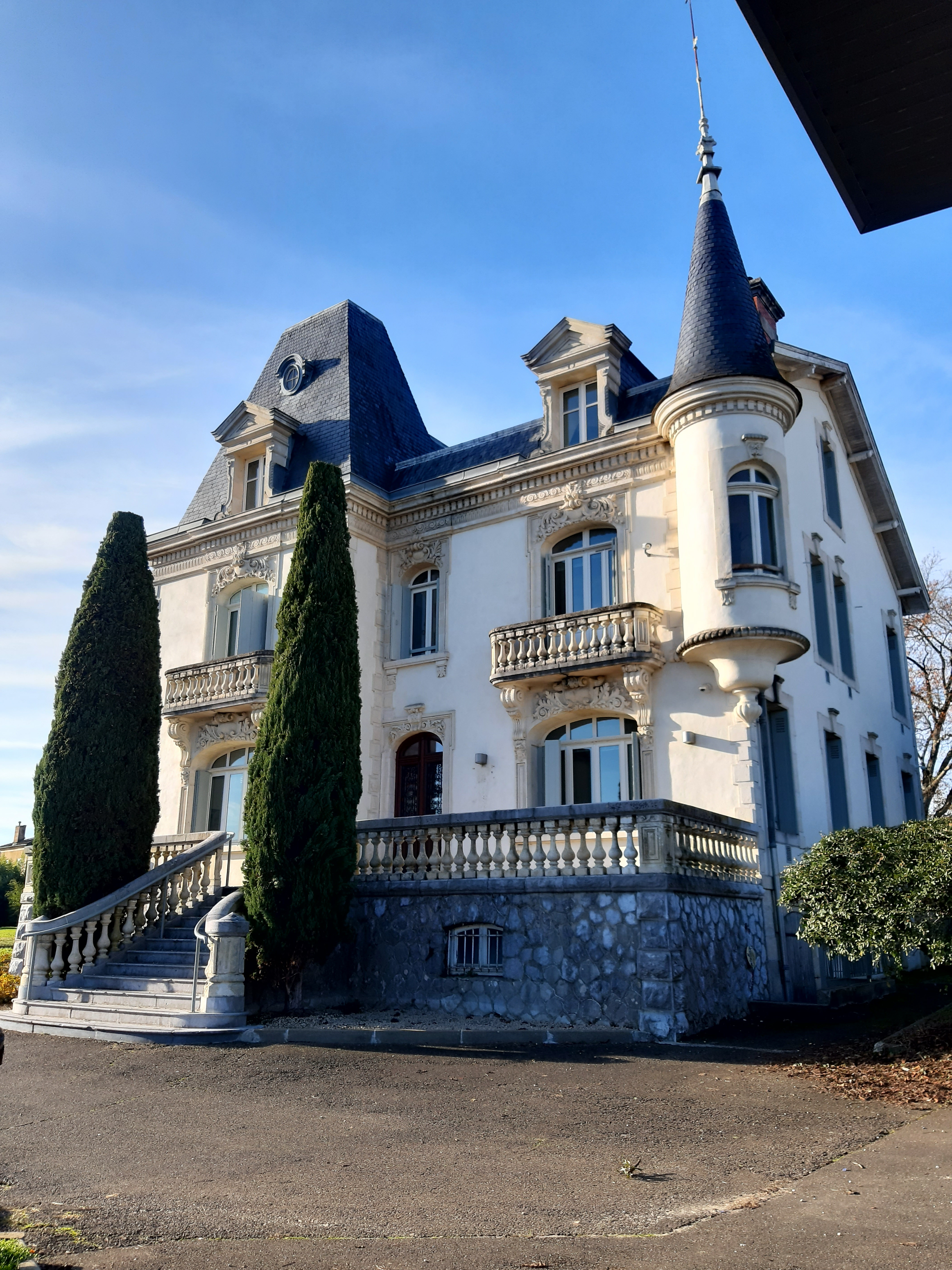
Château de Tartas, siège de la communauté de communes du Pays Tarusate
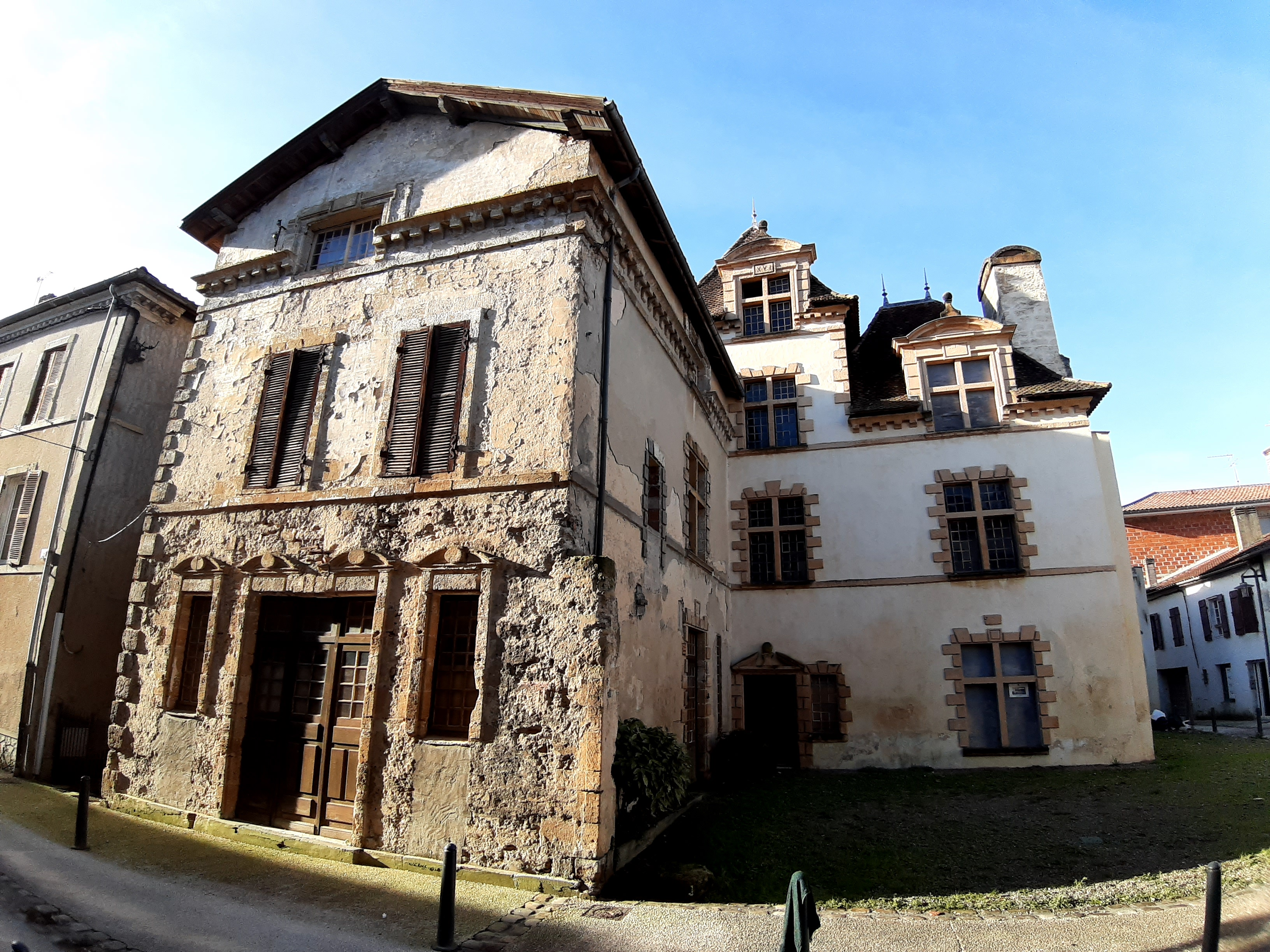
Maison de Jeanne d'Albret

### Personnalités liées à la commune
- Jean Lanusse, homme politique né le 17 février 1720 à Tartas (Landes) et décédé le 15 juin 1790 à Paris.
- Jean-Baptiste de Larreyre (1745-1808), homme politique né à Tartas, député du Tiers état aux états généraux de 1789, maire de Lahosse.
- Laurent Baffoigne homme politique français né le 11 mars 1749 à Tartas (Landes) et décédé le 14 avril 1806 à Pau (Pyrénées-Atlantiques).
- Augustin Darricau (1773-1819), général des armées de la République et de l'Empire (nom gravé sous l'Arc de Triomphe).
- Isaac de Castro Tartas (1623-1647), marrane et martyr juif, né à Tartas. Il est condamné à mort par l'Inquisition et envoyé au bûcher à Lisbonne.
- Le chanoine Bordes, héros de la résistance a donné son nom à la plus vieille rue de la ville basse. Il devient prêtre en 1900 et officie à Dax jusqu'en 1908. Puis à Mont-de-Marsan jusqu'en 1912. Il ne participe pas à la Première Guerre mondiale. Il s'engage dans la Résistance dès 1942 dans le réseau "Combat".
- André Navarre (Tartas 1868 - Paris 1942), industriel papetier, ancien élève de l'École centrale Paris, fut un des pionniers de l'industrie papetière moderne en France et le fondateur des Papeteries Navarre, l'un des principaux groupes papetiers de la première moitié du XXe siècle. Il est enterré à Tartas.
- Pierre Coste (1873-1935), religieux catholique, historien et biographe de Vincent de Paul, né à Tartas.
- Jean Navarre (Jouy-sur-Morin 1890 - Villacoublay 1919), fils du précédent, pionnier de la chasse aérienne lors de la Grande Guerre, il devient vite célèbre tant pour ses victoires aériennes que pour sa vie tumultueuse en dehors des terrains d'aviation. As de l'aviation (voir la Liste des as de la Première Guerre mondiale), il est surnommé "La sentinelle de Verdun". Il totalisera 12 victoires homologuées et 15 non homologuées. Pilote virtuose, il est le premier à savoir sortir d'une vrille, le premier à réaliser un "doublé" (deux avions ennemis abattus en une même journée) et le premier à réaliser un "quadruplé". Grièvement blessé en 1916, il ne participera pratiquement pas à la seconde partie de la guerre. Il décède en juillet 1919 au cours d'un entraînement aérien. Il est enterré au cimetière de Tartas[39].
- Guy Delmas, laborantin, mais aussi délégué syndical CGT à la papeterie sera très impliqué lors des luttes ouvrières menées contre le projet de Saint-Gobain, propriétaire, qui conduisait à la fermeture de cette industrie. Delmas sut si bien gérer ce conflit que l'ensemble de la population se mobilisa.
- Certains habitants disent que Charlemagne a bu l'eau de la fontaine actuellement située au pied de la maison de retraite. D'autres sont sûrs du passage de Jeanne d'Albret dans une maison de la ville basse (appelée d'ailleurs, maison Jeanne d'Albret). Mais cela relève sans doute plus du mythe que de la réalité…
- Victor Hugo parle du lièvre de Tartas dans ses notes de voyages. Il compare les habitants de ce lieu (en se trompant sur leur origine) à ce lièvre, fier, voire provoquant (voir le site du rectorat de Bordeaux).
- François Dupeyron (auteur et réalisateur de cinéma) est né et est enterré dans la commune.

Actuellement, plusieurs écrivains essaient de rendre vivante la vie locale, qu'il s'agisse des luttes pour la sauvegarde de la "calaisienne" ou des traditions locales gasconnes (l'ortolan, le quillet…).
- François Dupeyron
- Benjamin Gaillardet
- Philippe de Culant
- Alphonse Benquet
- David Darricarrère
- Hervé Labat

## Économie

### Entreprises et commerces
- Bioraffinerie Rayonier Advanced Materials (en) (Ryam). Ancienne papeterie, l’usine consomme 50 000 tonnes/mois de pin maritime pour fabriquer de la cellulose pour la chimie verte (140 000 tonnes/an) et du bioéthanol avec une capacité de 21 millions l/an. Une partie du bois est utilisée comme combustible pour fournir la chaleur nécessaire[40],[41].